# 화적연
화적연(禾積淵)은 경기도 포천시 영북면 자일리에 있는 화강암 및 현무암 지질지형이다. 2013년 1월 4일 대한민국의 명승 제93호로 지정되었다. 중생대에 형성된 화강암 위로 화산 활동에 의한 현무암이 뒤덮고 있는 특색있는 지형으로 이후 진행된 한탄강의 침식 작용으로 지금의 모습이 되었다.
화적연은 한탄강의 강물이 굽는 곳에 위치하여 있다. 화적연에는 약 13m 높이의 화강암 바위가 있는데, 이 바위가 벼(禾)를 쌓은(積) 듯한 모습을 하고 있어 "볏가리소"라는 이름을 얻었고, 이를 한자로 옮긴 것이 화적연이다. 못의 넓이는 약 1,300m2이다.

## 지질
화적연의 기반암은 대보 조산운동으로 발생한 대보 화강암이다. 그 위로 신생대 제4기의 화산활동으로 인한 현무암이 뒤덮였다. 현무암으로 된 용암대지는 평강군에 있는 오리산의 용암이 흘러서 형성된 것이다. 화적연에서도 화산활동이 있었기 때문에 주변에 현무암 주상절리가 있다.
명성산에서 발원한 물줄기가 이곳을 지나면서 침식 협곡을 만들어 지금의 모습이 되었다. 볏가리 모양의 바위는 대보화강암으로 된 기반암이 침식하여 만들어 진 것이다. 물줄기가 굽어 돌면서 속도가 느려져 상류에서 흘러온 많은 자갈과 모래가 퇴적하여 바닥에 쌓였고, 하류로 흘러가는 곳에는 계속된 침식 작용으로 절벽이 형성되었다.
화산활동에 의한 보기 드문 지형을 보여 한탄강 유네스코 세계지질공원으로 지정되어 관리되고 있다.
화적연

## 역사

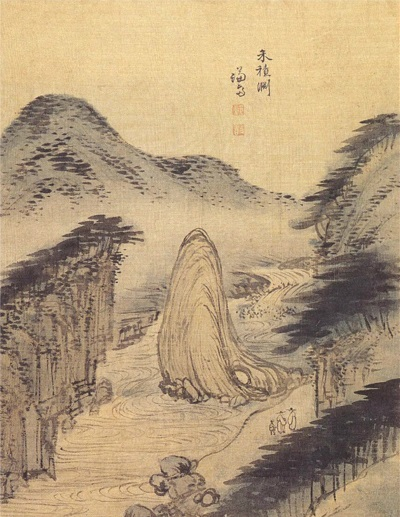
겸재 정선이 그린 화적연

화적연은 예로부터 널리 알려진 명승이었고, 기우제를 지내는 곳이었다. 전설에는 극심한 가뭄에 농부가 연못가에 앉아 탄식하자 용이 하늘로 올라가 비를 내렸다는 이야기가 전한다. 조선 중기 인조, 효종 시기 문인인 이경석의 문집 《백헌선생집》에 화적연에서 기우제를 올렸다는 기록이 있다.
화적연의 풍경은 겸재 정선의 《정선 필 해악전신첩》에 수록되었다. 대한민국의 보물 제1949호인 《해악전신첩》은 정선이 72세가 되는 1747년에 그린 작품으로 금강산에 가는 여정을 담은 진경산수이다.
사암 박순, 서계 박세당, 정유 박제가, 화서 이항로 등의 많은 문인들도 이곳을 찾아 글을 남겼다.
면암 최익현은 볏가리 바위를 용에 비유하는 시를 남겼다.
神龍幻石走深淵 신룡이 돌이 되어 깊은 못에 들어가니

禾積輪囷別有天 쌓인 볏단높아 별천지를 이루었네

## 관광
화적연 바로 옆에 캠핑장이 운영되고 있다. 행정 구역상으로는 경기도 포천시에 속해 있지만 위치는 강원도 철원군에서 더 가깝다.

## 같이 보기
- 포천시의 지질
- 철원군의 지질
- 한탄강
- 포천 한탄강 멍우리 협곡

## 참고 자료
- 화적연 - 국가유산청 국가유산포털